# Relacions entre Angola i Cap Verd
Les relacions entre Angola i Cap Verd es refereix a les relacions bilaterals històriques i actuals entre la República d'Angola i la República de Cap Verd. Les relacions són basades en llurs experiències compartides com a colònies portugueses, tant abans com després de la lluita per la independència.
Domingos Pereira Magalhães és l'ambaixador de Cap Verd a Angola.
Cap Verd va signar un acord d'amistat amb Angola al desembre de 1975, poc després que Angola va obtenir la seva independència. Cap Verd i Guinea Bissau serveixen de punts d'escala per tropes cubanes en el seu camí a Angola per lluitar contra els rebels d'UNITA i les tropes de Sud-àfrica. El primer ministre Pedro Pires va enviar tropes de les FARP a Angola on van servir de guardaespatlles personals del President de la República José Eduardo dos Santos.